# Some Other Place - Some Other Time
Some Other Place - Some Other Time è il secondo album degli Heavens Edge, pubblicato nel 1998 per l'Etichetta discografica MTM Music e nel 1999 per la Perris Records.

## Tracce
1. Rock Steady – 5:11
2. Some Other Place, Some Other Time – 4:19
3. Jacky – 5:06
4. Jump on It – 3:15
5. Just Another Fire – 5:14
6. Back Seat Driver – 3:29
7. Cuts Both Ways – 4:01
8. Call My Name – 4:19
9. Just Can't Cry Anymore – 4:36
10. Roller Coaster – 3:50

### Tracce bonus (Giappone, Pony Canyon)
- 11. Take Me By The Hand (Lean On Me)

### Tracce bonus (USA, Perris)
- 11. Take Me by the Hand 5:34
- 12. The Rhythm 3:59
- 13. Please Baby Please 3:24
- 14. Every Inch a Woman 4:15
- 15. Say What You Will 7:13
- 16. Nice and Easy 5:11

## Lineup
- Mark Evans - voce
- Reggie Wu - chitarra
- Steven Parry - chitarra
- George "G.G." Guidotti - basso
- David Rath - batteria

### Altri musicisti
- Jimmy Marcian (Marchiano) - chitarra